# Bitwa pod Kırklareli
Bitwa pod Kırklareli (w wersji bułgarskiej bitwa pod Łozengradem, Лозенградска операция) – bitwa w czasie I wojny bałkańskiej, stoczona w dniach 22–24 października 1912 roku pomiędzy armią osmańską a bułgarską, zakończona zwycięstwem armii bułgarskiej.

## Przygotowania do bitwy
W toku działań I wojny bałkańskiej miasto Kırklareli odgrywało szczególną rolę. Znajdowało się ono na styku dwóch armii osmańskich, operujących na terenie Tracji Wschodniej, a jego zajęcie mogło otworzyć Bułgarom drogę na Stambuł. Bułgarska 3 armia dowodzona przez gen. Radko Dimitriewa po przekroczeniu granicy 21 października zmierzała na południe. W rejonie Kırklareli oddziały Dimitriewa napotkały zorganizowany opór skoncentrowanej w tym rejonie osmańskiej Armii Wschodniej. Jednostki osmańskie po przegrupowaniu zajęły linię obronną znajdującą się 15 km na północ od drogi Kırklareli–Adrianopol. Z pomocą 3 armii nadciągały pojedyncze jednostki 1 armii bułgarskiej (dow. gen. Wasił Kutinczew).

## Przebieg bitwy
Walki o miasto rozpoczęły się 22 października. Strona bułgarska posiadała znaczną przewagę sił i środków, zwłaszcza w centralnej części frontu. Tam też atak przeprowadziła 1 sofijska dywizja piechoty (dow. gen. Stefan Toszew), wspierana przez 4 presławską dywizję piechoty (dow. gen. Kliment Bojadżiew). 3 bałkańska dywizja piechoty (dow. gen. Iwan Sarafow) działała w zachodniej części frontu, próbując uniemożliwić oddziałom osmańskich przeprowadzenie kontrnatarcia. Działająca na wschodnim odcinku 5 dunajska dywizja piechoty (dow. gen. Paweł Hristow) opanowała wieś Erikleri. Wsparcie 7 dywizji piechoty pozwoliło 23 października stronie osmańskiej na chwilowe powstrzymanie ataku bułgarskiego, ale uderzenie nowych sił (6 dywizji piechoty gen. Prawosława Tenewa) przesądziło o wyniku bitwy. O nieskuteczności działań jednostek osmańskich przesądził brak komunikacji między nimi oraz deszczowa pogoda i bardzo słaba widoczność. Kiedy oddziały 3 i 10 bułgarskich dywizji piechoty działające na lewym skrzydle opanowały drogę na Adrianopol zaistniała groźba okrążenia jednostek osmańskich. W nocy 23/24 października Turcy rozpoczęli odwrót.

## Następstwa bitwy

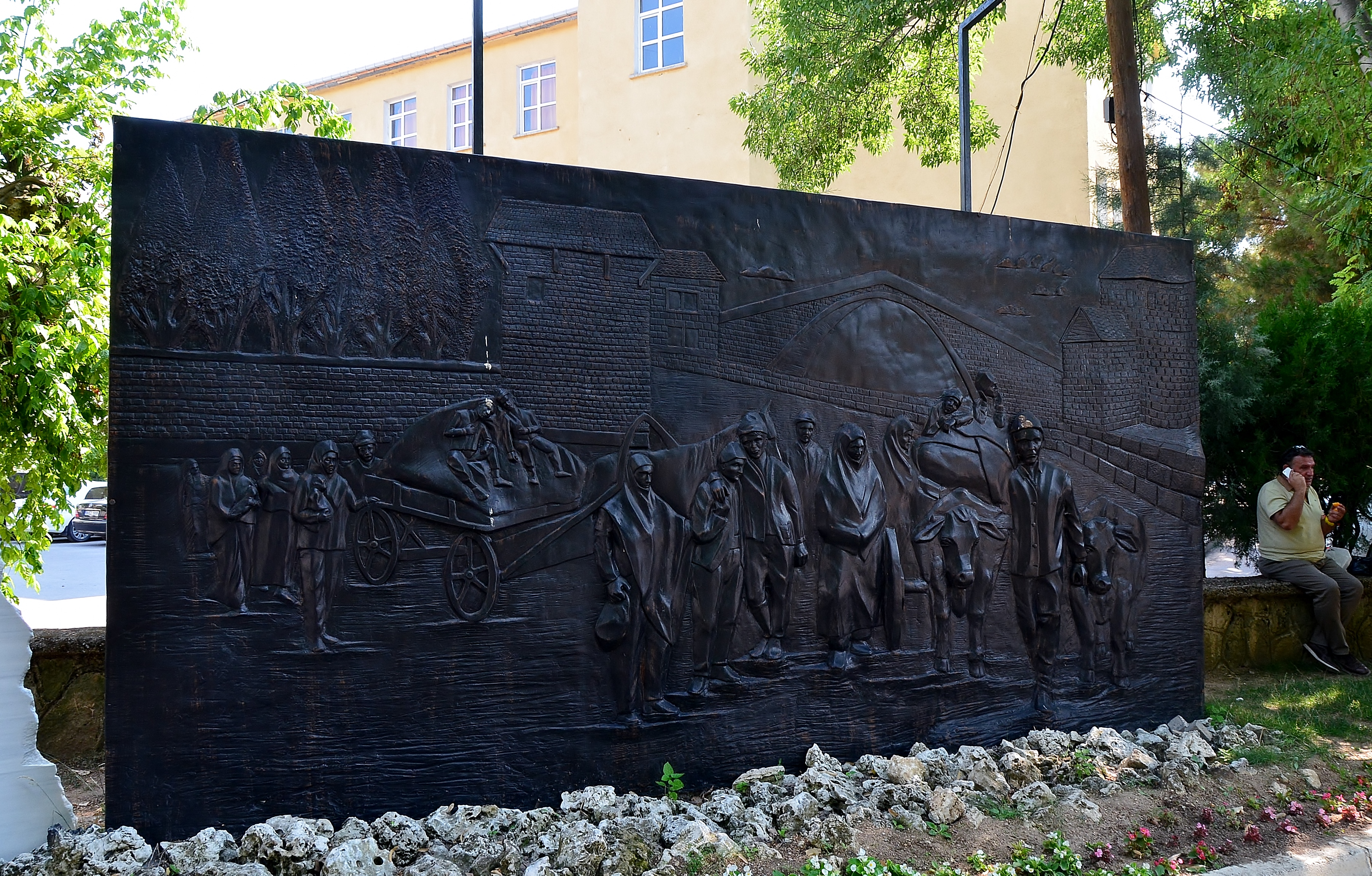
Pomnik w Kırklareli poświęcony ofiarom bitwy

W bitwie znacznie poważniejsze straty poniosła strona osmańska (ok. 1500 zabitych i rannych, 2000–3000 wziętych do niewoli). Strona bułgarska straciła 887 zabitych i 4034 rannych, większość ofiar stanowili żołnierze 3 armii. Zwycięstwo w bitwie miało głównie znaczenie psychologiczne, gdyż po zajęciu Kırklareli, armia bułgarska nie podjęła pościgu za wycofującym się wrogiem.